# ミシェル・ノバック
ミシェル・ノバック（Michel Nowak 1962年6月30日 - ）は、フランスの柔道選手。アルジェリアのアンナバ出身。階級は78kg級。身長175cm。段位は6段。

## 人物
1979年のヨーロッパジュニア78kg級で3位になった。1980年からヨーロッパジュニアで2連覇を果たした。1984年のヨーロッパ選手権で3位になると、ロサンゼルスオリンピックでは銅メダルを獲得した。その後、階級を86kg級に上げるものの、1988年ソウルオリンピックには出場できなかった。

## 主な戦績
- 1978年 - ヨーロッパカデ選手権　75kg級　3位

78kg級での戦績
- 1979年 - ヨーロッパジュニア　3位
- 1980年 - ヨーロッパジュニア　優勝
- 1981年 - フランス国際　優勝
- 1981年 - ヨーロッパジュニア　優勝
- 1982年 - フランス国際　3位
- 1982年 - 嘉納杯　3位
- 1984年 - ヨーロッパ選手権　3位
- 1984年 - ロサンゼルスオリンピック　3位
- 1986年 - フランス国際　3位
- 1986年 - 嘉納杯　5位

86kg級での戦績
- 1987年 - フランス国際　3位
- 1988年 - フランス国際　2位
- 1990年 - フランス国際　3位